# 卡-27直升机
卡莫夫-27（简称卡-27，北约代号 蜗牛，Helix）是为前苏联海军研制的军用直升机，目前在俄罗斯、乌克兰、中华人民共和国、印度、越南、韩国等国均有使用。变种机型包括出口军用降级版本的卡-28，突击运输版本的卡-29和民用型号卡-32。

## 设计与开发

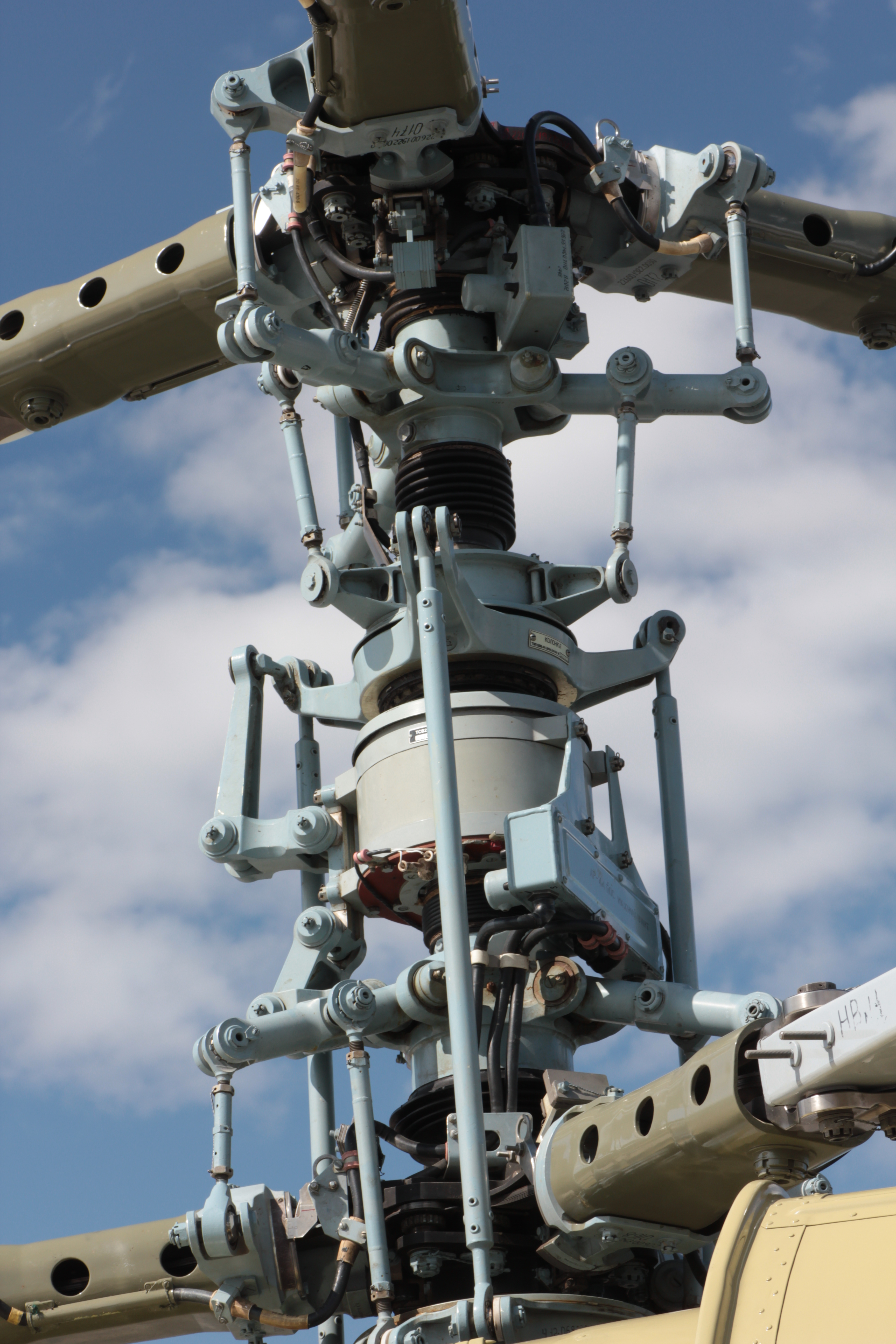
同軸反轉螺旋槳軸近照

该型直升机的主要任务为运输和反潜。 设计工作始于1970年，第一架原型机于1973年首飞。 它的目的是取代服役已十年之久的卡-25，由于要求使用相同的机库，卡-27被要求具备与后者相似的外观尺寸。 就像卡莫夫家族大多数军用直升机一样，它使用一副共轴螺旋桨的，并且不装备尾桨。

## 使用历史
2010年7月22日，一架俄罗斯海军从俄罗斯无畏级驱逐舰Serveromorsk（DDG - 619）起飞的KA-27直升机，与美军进行交流训练，降落在美军第六舰队旗舰惠特尼山号指挥舰上。

## 变型型号
卡-25-2
- 第一架原型机。

卡-27K
- 反潜原型机。

卡-27PL
- （蜗牛-A）正式服役的反潜型号。

卡-27PS

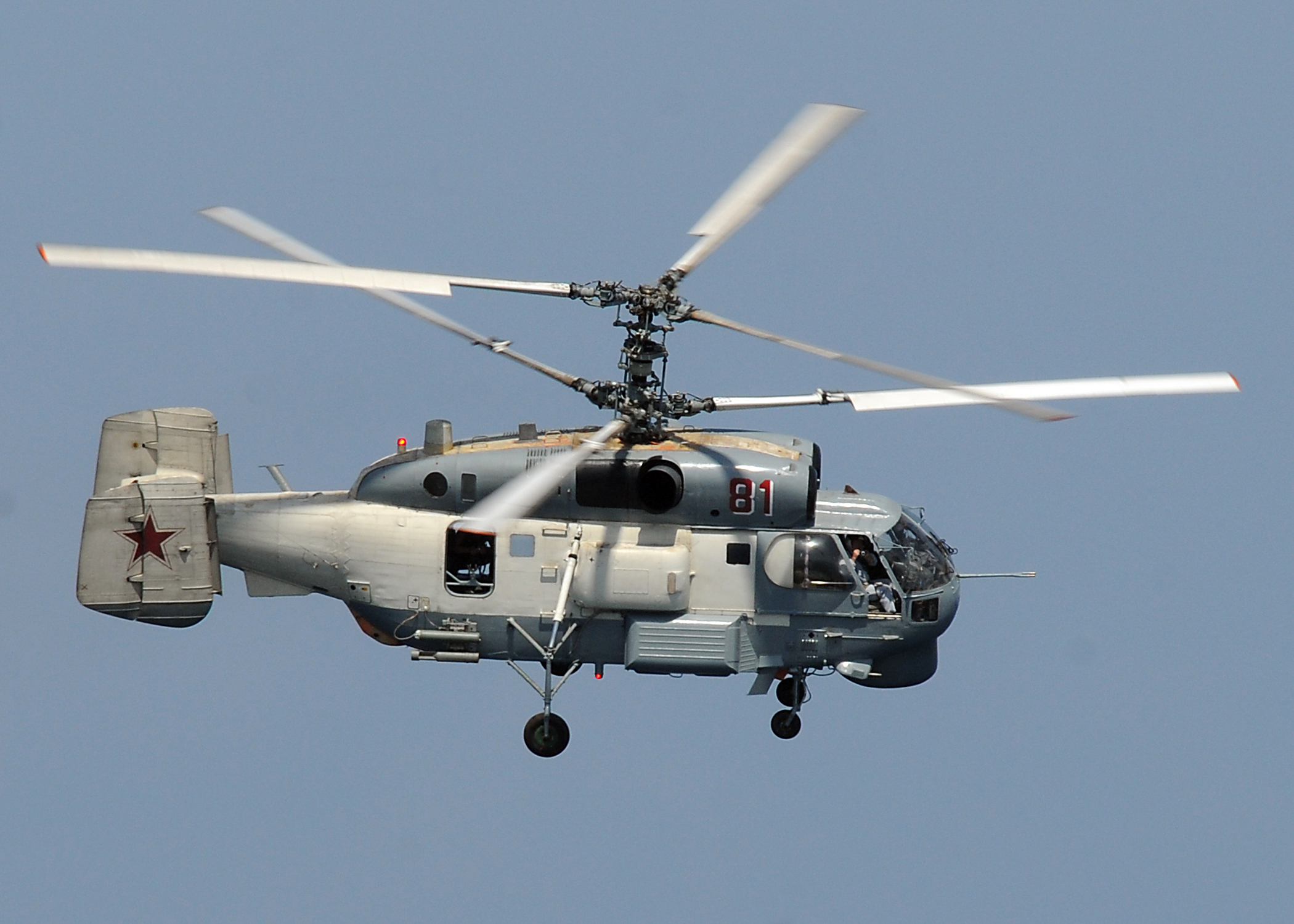
一架俄罗斯驱逐舰维诺格拉多夫海军上将（DDG 572）配属的卡-27飞临在亚丁湾执行任务的美军导弹巡洋舰韦拉湾号（CG 72）。

- （蜗牛-D）搜救直升机，反潜设备拆除并安装绞车。

卡-27PV
- 卡-27PS的武装版本。

卡-27M
- Ka-27PL反潜直升机升级版，2015年完成测试，2016年开始进入海军航空兵。Ka-27M配备新的“战术雷达指挥系统”，包括新的声学和磁力测量系统，无线电情报系统，信息和计算系统以及有源相控机载雷达”长矛-A“（«Копье-А»）。

卡-28
- （蜗牛-A）卡-27PL的出口版本。

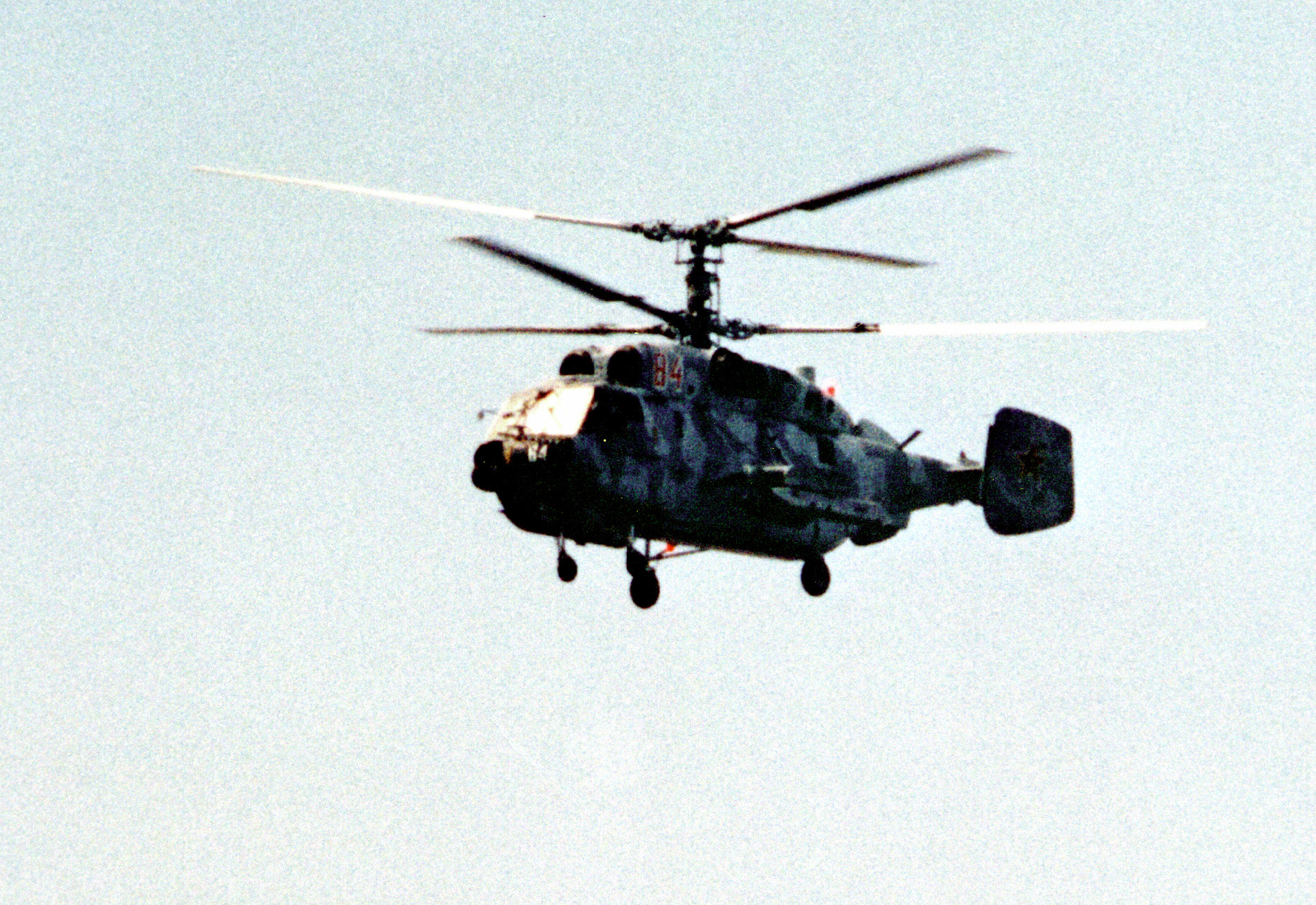
卡-29TB

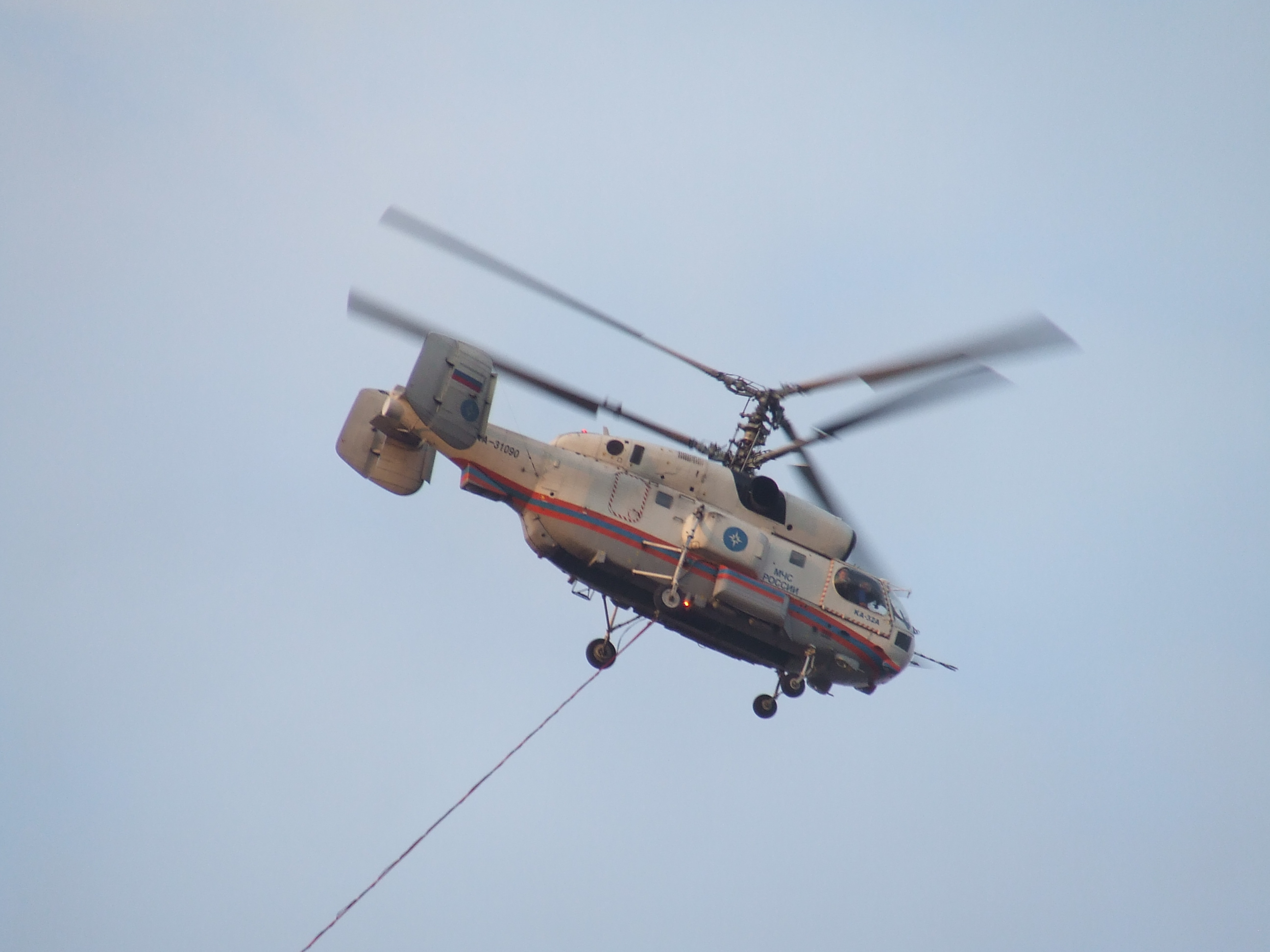
2010年9月Ka-28飞过塞尔维亚尼什

- （蜗牛-B）突击运输直升机，可搭载两名飞行员和16名士兵。

卡-29RLD
- 空中预警，地面观测直升机，后来改名卡-31 。

卡-32A
- 民用运输直升机。最初的生产版本。

卡-32A1
- 消防直升机，配备直升机水箱。

卡-32A2
- 警用型号，配备两个探照灯和扬声器。

卡-32A4
- 特殊的搜救，抢救和运输版本。

卡-32A7
- 由卡-27PS武装版本开发。

卡-32A11BC

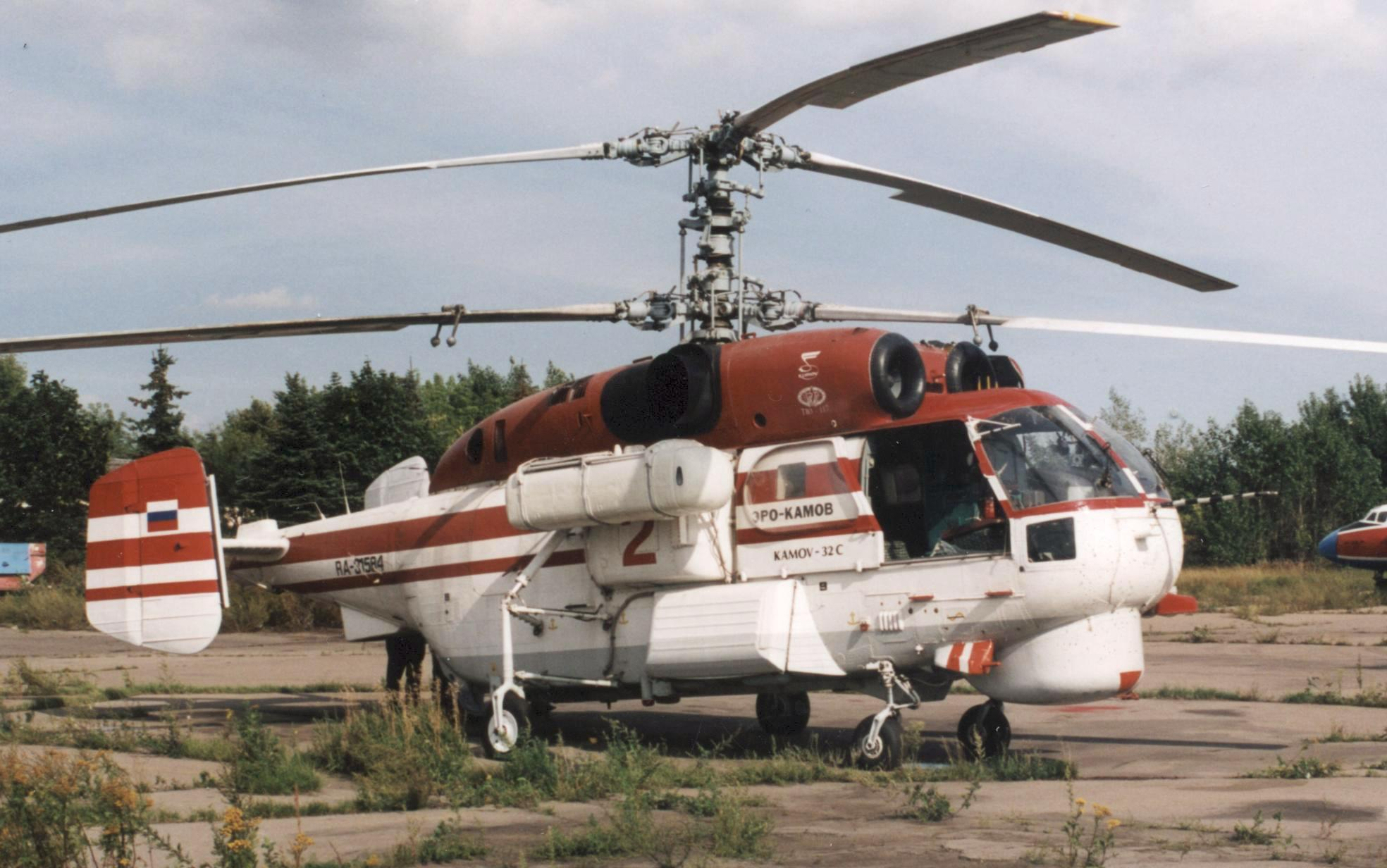
2004年莫斯科航展上的卡-32SOmega Helicopters

- 加拿大和欧洲认证的版本，使用克里莫夫的TV3-117（英语：Klimov TV3-117）MA发动机。

卡-32A12
- 瑞士认证的版本。

卡-32C
- 鲜为人知的定制版本。

卡-32M
- 计划配备1839kW的TV3-117（英语：Klimov TV3-117） VMA - SB3发动机的版本。可能取代卡-32-10项目。

卡-32S
- （蜗牛-C）海事通用运输，搜寻和救援直升机，装有三坐标雷达。

卡-32T
- （蜗牛-C）通用的运输直升机，可搭载两名机组人员和16名乘客。

卡-32K
- 起重直升机，为第二个飞行员装有一个可伸缩的吊舱。

## 全球用户

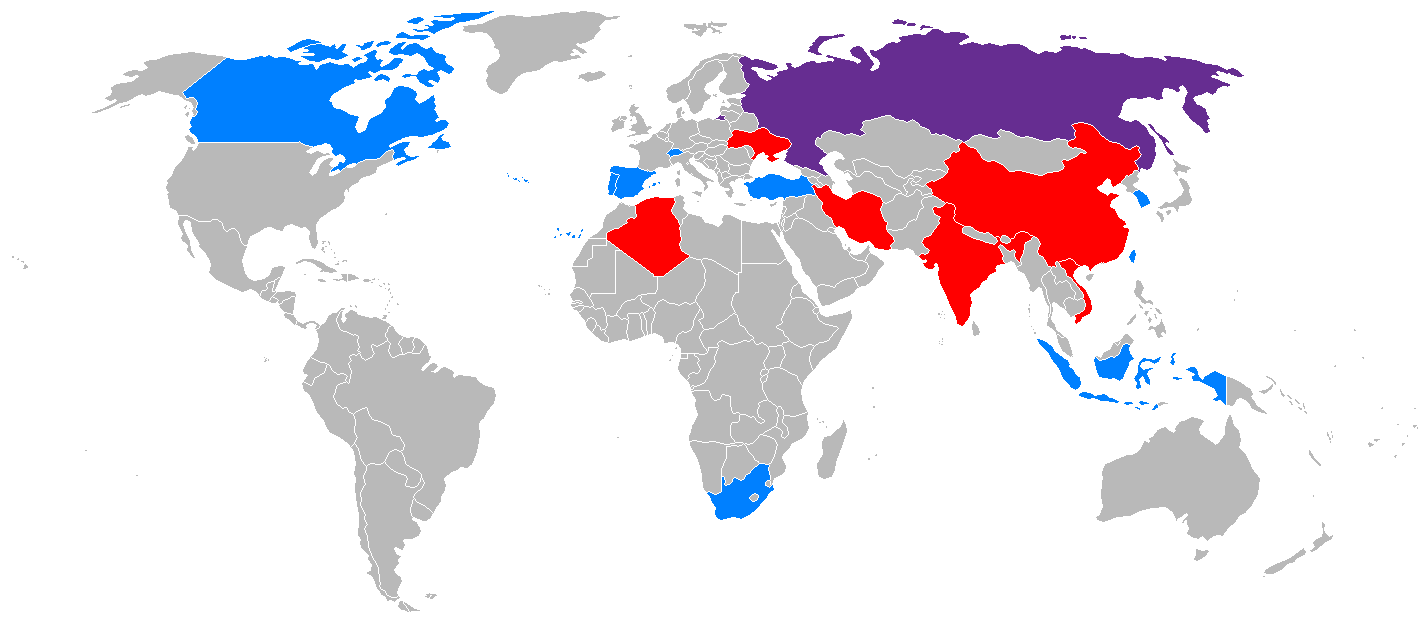
卡-27用户。民用型号为蓝色，军用型号为红色，均有装备为紫色

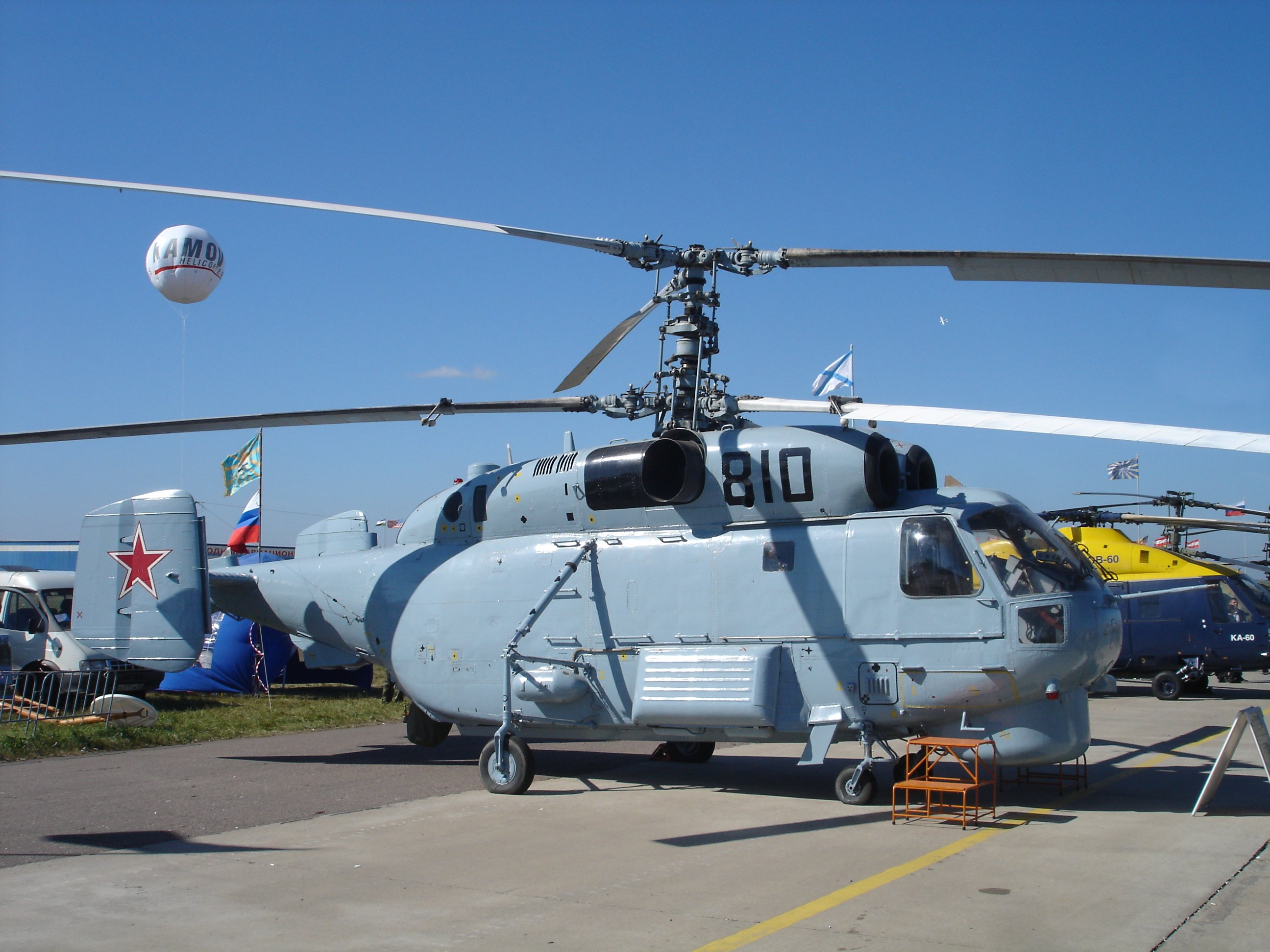
卡-27

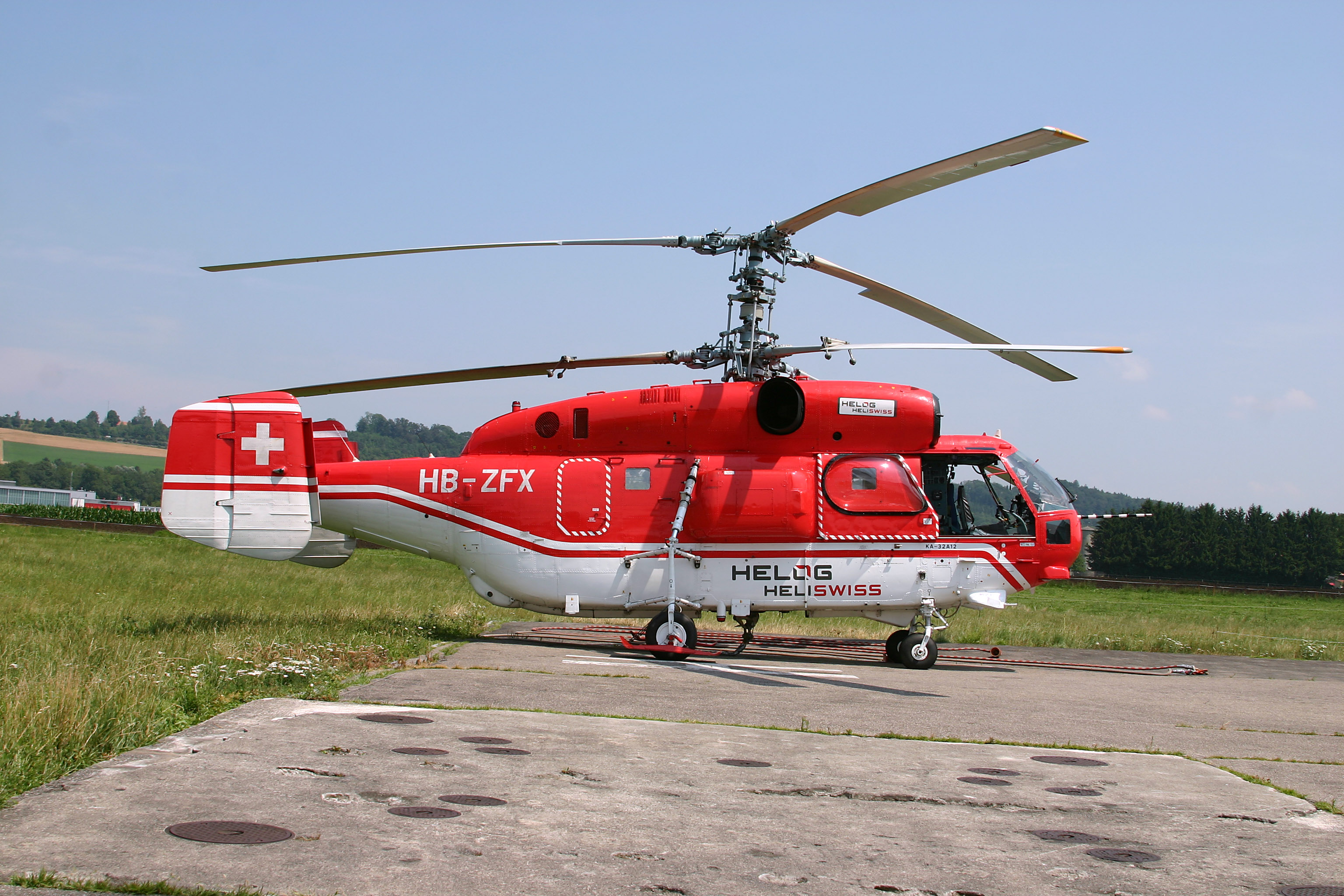
Heliswiss公司的卡-32 A12型

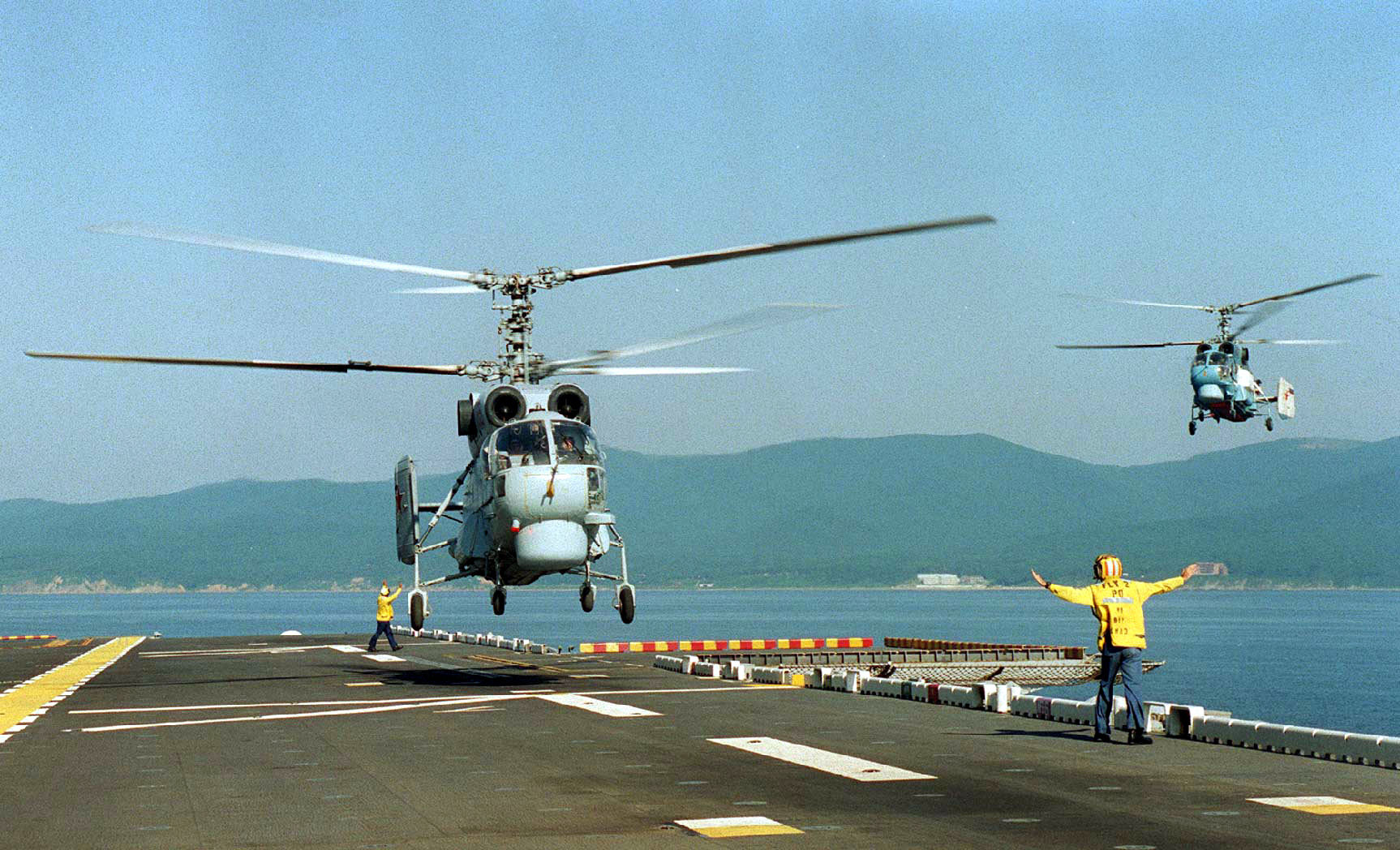
2架俄羅斯卡-27直升機準備降落在美國兩棲突擊艦貝勞森林號

### 军事用户
阿尔及利亚
- 阿尔及利亚空军拥有3架KA - 32T直升机。

 中国
- 中国人民解放军海军航空兵

 印度
- 印度海军

 苏联
- 原苏联海军航空兵

 俄羅斯
- 俄罗斯海军航空兵

 乌克兰
- 乌克兰海军航空兵

 越南
- 越南人民军空军

- 大韩民国空军，2004年6月开始韩国CSAR拥有7架卡-32A4（s当地称为HH-32）。

### 平民运营商
加拿大

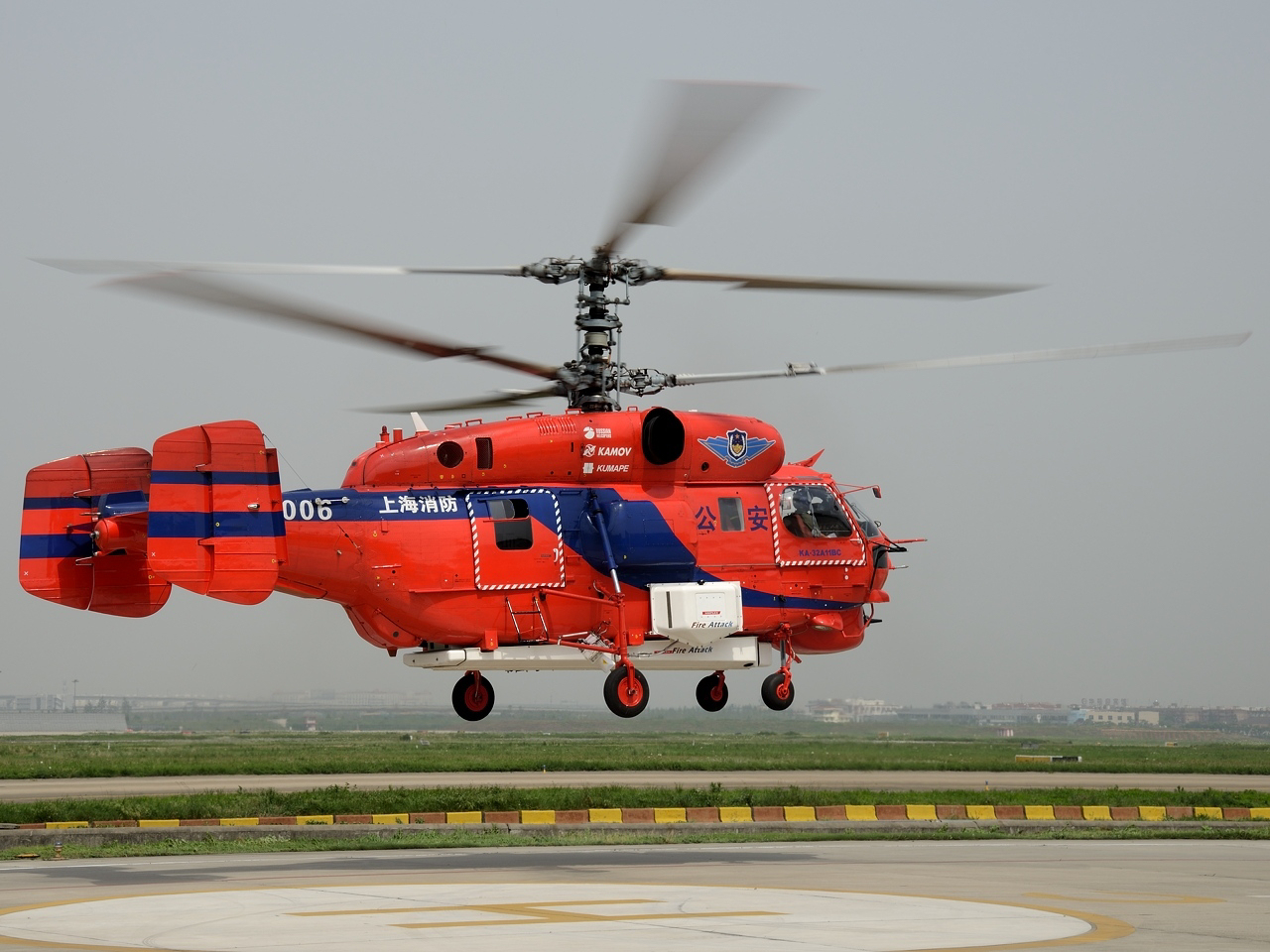
上海市公安局的卡-32直升机降落在虹桥机场。

- 温哥华岛直升机公司（VIH）拥有3架卡-32 A11BC型直升机（2001年至今，其中两个租赁给台湾民营运营商（日出航空公司）） 。

 中国
- 中國極地研究中心：採用卡-32直升機，現存1架，另有1架墜毀。

 印度尼西亞
- 印尼计划为其警察单位（Polisi Lintas Udara）购买用于非军事目的（疏散，搜寻和救援，货物和消防）的卡-32[4]

 伊朗
- 伊朗计划根据许可证制造至少有50家工廠生產ka-32。[5]

 日本
- 赤城直升机公司经营Ka-32 A11 BC型直升机.

 葡萄牙
- EMA, SA为葡萄牙政府运作6架卡-32执行消防和民用任务。

 俄羅斯
- 欧米茄直升机公司运作着卡-32S

- 山林廳（日语：山林庁）和海洋警察廳有超过60架卡-32S/T型在服役。[6]

 西班牙
- Helisureste拥有卡-32 A11 BC型

 南非
- South African AIRREP有Ka-32正在使用中。[7]

 瑞士
- Helog Heliswiss有Ka-32 A12正在运行中.
- Heliswiss拥有Ka-32T.

 中華民國
- 中興航空公司曾有三架租赁自加拿大的VIH公司的卡-32A11BC直升机（B - 77999、B - 77299、B-77199）用于起重业务，於2009年9月退租後，皆已退出營運。

 土耳其
- 土耳其林业部拥有8架卡-32直升机用以灭火任务。

## 规格（Ka-27）
一般特征

Ka-27

- 机组人员：一至三人，另加两至三名专家（Ka-27）
- 运载能力：有效载荷4,000公斤（8,818磅）（Ka-32），或最多16名士兵（Ka-29）。
- 长度： 11.3 米（37 英尺 1 英寸）
- 高度： 5.5米（18英尺1英寸）
- 空重： 6,500 公斤（14,330 磅）
- 毛重： 11,000 公斤（24,251 磅）
- 最大起飞重量： 12,000 公斤（26,455 磅）
- 动力装置： 2×伊索托夫 TV3-117V涡轴发动机，每台 1,660 千瓦（2,230 马力）
- 主旋翼直径： 2×15.8米（51英尺10英寸）
- 主旋翼面积： 392.2 平方米（ 4,222 平方英尺）3 叶对转旋翼

表现
- 最大速度： 270 公里/小时（170 英里/小时、150 节）
- 巡航速度： 205 公里/小时（127 英里/小时、111 节）
- 范围： 980 公里（610 英里，530 海里）
- 实用升限： 5,000 米（16,000 英尺）

卡-27武器装备
- 1 × 鱼雷（AT-1M、VTT-1、UMGT-1 Orlan、APR-2 Yastreb）或 36 个RGB-NM和RGB-NM-1声呐浮标

卡-29TB
- 1 × 机动前射GShG-7.62 机枪，备弹 1800 发，
- 1 × 30 毫米2A42机关炮，备弹 250 发（柔性半刚性支架，可选/可拆卸，弹药存放在机舱内）
- 四个外部挂点，用于挂载炸弹、火箭、炮吊舱、弹药分配器以及9K114 Shturm专用四发导弹发射器

参考资料：
基本信息
- 机组：1-3名飞行人员，外加2-3名特别任务乘员

性能
武器

Ka-27
- 1 × 鱼雷（AT-1M、VTT-1、UMGT-1 Orlan、APR-2 Yastreb）或36 &times；RGB-NM与RGB-NM-1声纳浮标

Ka-29TB
- 1 × 前向GShG-7.62加特林機槍，备弹1,800发
- 1 × 30毫米2A42机炮，备弹250发（灵活的半刚性支架，可选/可拆卸，机舱内携带弹药）
- 4个外部挂点可以挂在炸弹，火箭发射器，机炮吊舱，弹药架，甚至4枚9K114「風暴」反坦克导弹
- 一些报道指出，在不挂载内部弹药设施时，可以搭载16名步兵。

航電

- 雷达、磁性探测器或吊放声纳、声纳浮标

### 相关型号
- 卡-25
- 卡-31

### 类似型号
- SH-60海鹰
- EH101灰背隼直升機
- Mi-8運輸直升機

### 相关列表
- 直升飛機列表